# عائلة أويصال
عائلة أويصال (بالتركية: Uysallar) هو مسلسل دراما تركي من بطولة اونير اركان، خلوق بيلغينار وسونغل أودن، تكون من 8 حلقات وصدر على منصة نتفليكس في 30 مارس 2022.

## روابط خارجية
- عائلة أويصال على موقع IMDb (الإنجليزية)
- عائلة أويصال على موقع روتن توميتوز (الإنجليزية)
- عائلة أويصال على موقع نتفليكس (الإنجليزية)
- عائلة أويصال على موقع فيلمافينيتي (الإسبانية)
- عائلة أويصال على موقع ليتربوكسد (الإنجليزية)
- عائلة أويصال على موقع كينوبويسك (الروسية)
- عائلة أويصال على موقع قاعدة بيانات الفيلم (الإنجليزية)